# ساتر (کالیفرنیا)
ساتر (به انگلیسی: Sutter) یک منطقهٔ مسکونی در ایالات متحده آمریکا است که در شهرستان سوتر، کالیفرنیا واقع شده‌است. ساتر ۷٫۸۶۲ کیلومتر مربع مساحت و ۲٬۹۰۴ نفر جمعیت دارد و ۲۳ متر بالاتر از سطح دریا واقع شده‌است.